# Ernst te Peerdt

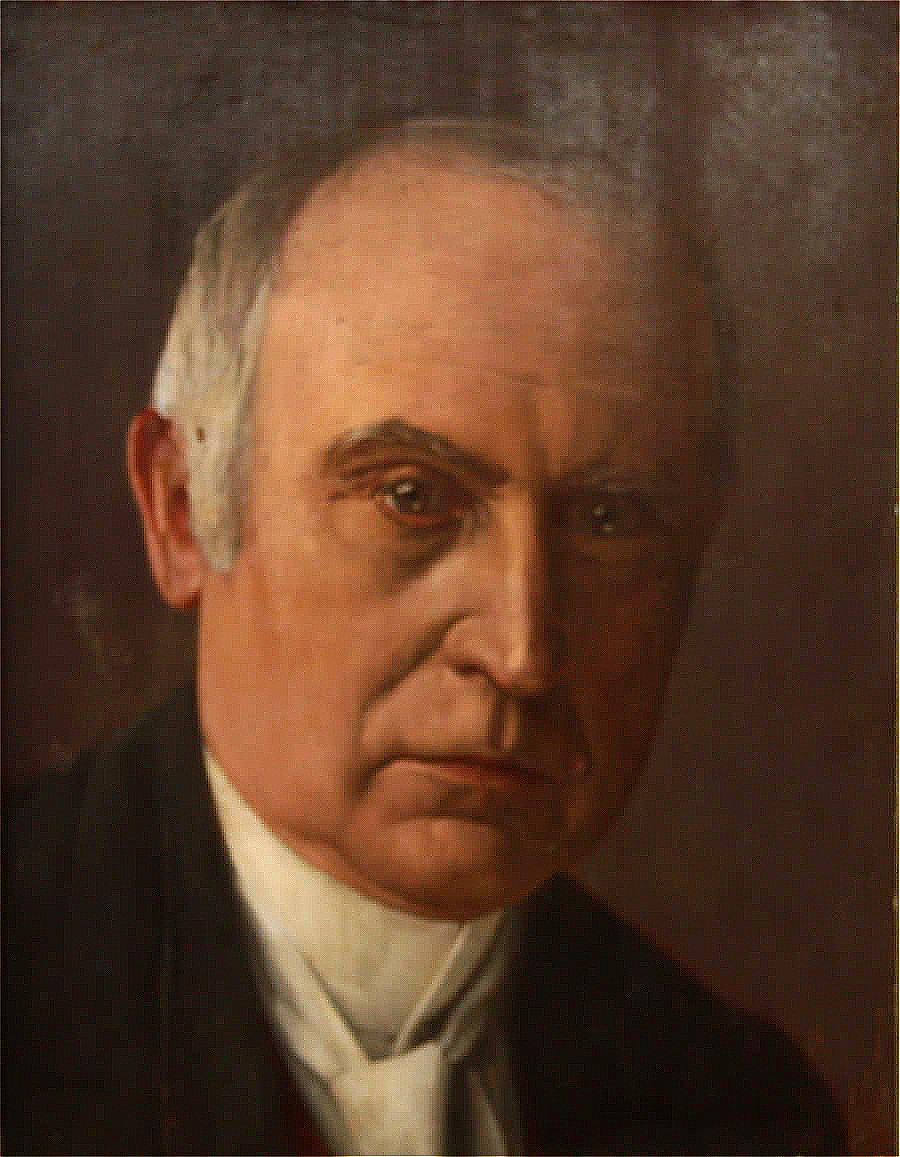
Autorretrato

Ernst Carl Friedrich te Peerdt (nacido el 25 de noviembre de 1852 en Tecklemburgo; † el 20 de febrero de 1932 en Düsseldorf) fue un pintor impresionista alemán que formó parte de las escuelas de Düsseldorf y Múnich.

## Vida
Te Peerdt nació en Tecklemburgo (provincia de Westfalia) y fue hijo de un juez de distrito protestante. Pasó su juventud en Wesel, donde asistió a la escuela secundaria.  A partir de 1868 asistió a la Academia de Arte de Düsseldorf, donde le enseñaron Eduard Bendemann y Andreas Müller. En 1873 se trasladó a la Academia de Múnich.  Allí le instruyeron Ferdinand Piloty y Wilhelm von Diez. A partir de 1874 recibió lecciones de Ludwig Knaus en la Academia de Berlín.

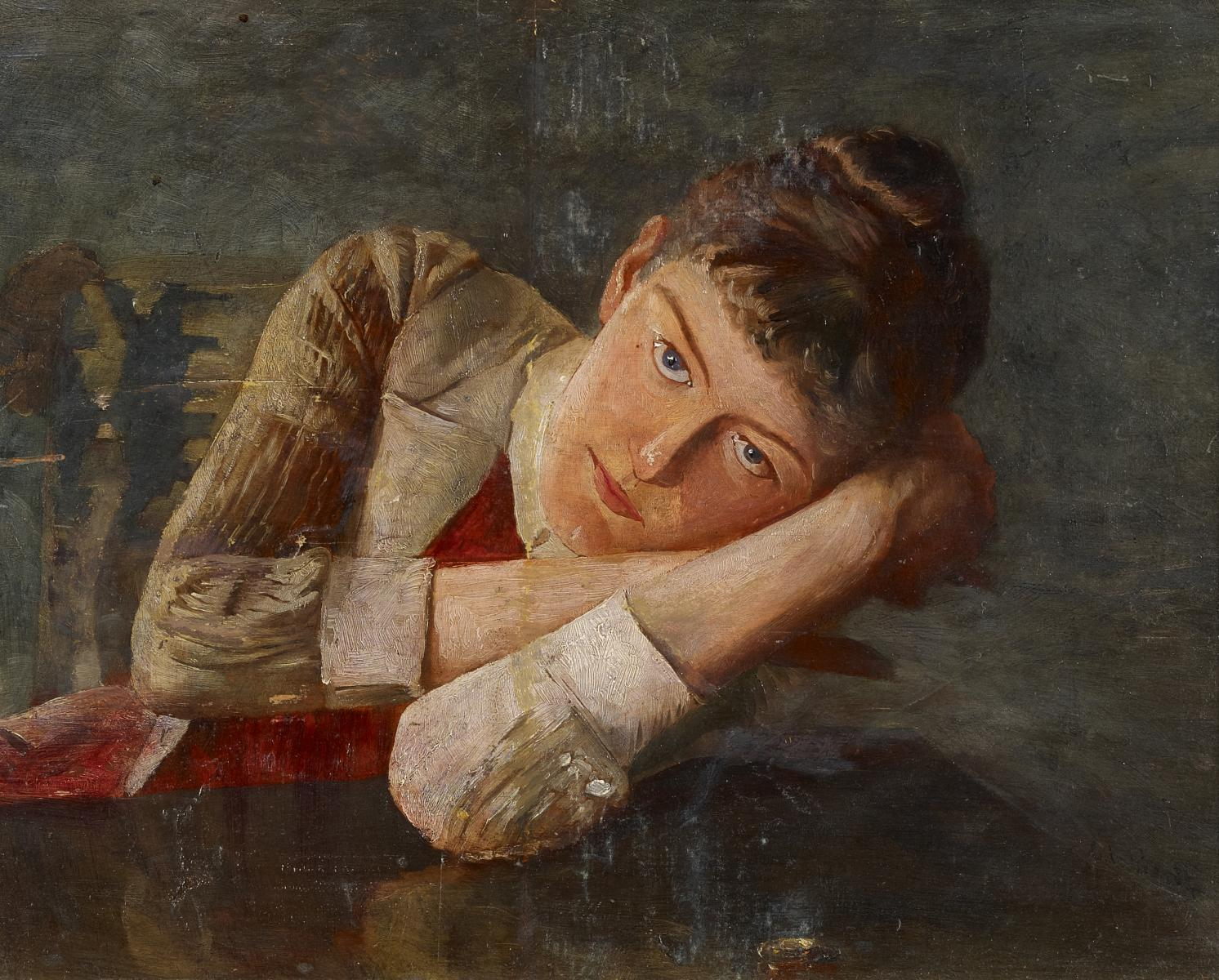
Retrato de su esposa

De 1878 a 1881 viajó a Italia (Venecia, Rávena, Roma, Capri, el sur de Italia). De 1881 a 1884 permaneció en Düsseldorf, donde fue miembro de la asociación de artistas <i id="mwKg">Malkasten</i>. De 1884 a 1892 vivió en Múnich. Allí se casó el 17 de diciembre de 1888 con Wilhelmine (Minna) Baumgartner de Burghausen. Su hija Johanna nació en 1890. En 1893 te Peerdt se instaló nuevamente en Düsseldorf. Su hijo Heinrich nació en 1895. En 1910, te Peerdt vivía en Düsseldorf, en la Gneisenaustraße 12, Pempelfort. 
En 1909 te Peerdt se unió a la asociación de pintores Sonderbund y participó en sus exposiciones en la Kunsthalle de Düsseldorf (1909) y el Kunstpalast de Düsseldorf (1910). Fue nombrado miembro honorario de la Sonderbund en 1911.  Sus miembros, que estaban particularmente interesados en sus estudios y paisajes al aire libre, vieron a te Peerdt como su precursor debido a sus primeras pinturas impresionistas.  En 1914 el marchante Alfred Flechtheim organizó la primera exposición individual de te Peerdt en su galería de Düsseldorf. Ese mismo año, Flechtheim colocó a te Peerdt en la exposición Werkbund de Colonia. En septiembre de 1917 le siguió una exposición individual en el Kölnischer Kunstverein. Flechtheim, que promocionó a te Peerdt como un “Liebermann de Düsseldorf”,   lo expuso nuevamente en 1917, 1919, 1924 y 1930. El 11 de mayo de 1918, te Peerdt recibió el título de profesor en la Gran Exposición de Arte en el Kunstpalast Düsseldorf. 
En 1919 te Peerdt se convirtió en miembro honorario del grupo de artistas de Düsseldorf Das Junge Rheinland junto con Christian Rohlfs por sugerencia de Karl Koetschau. El 20 de junio de 1925, la Rheinische Friedrich-Wilhelms-Universität Bonn le otorgó un doctorado honoris causa. Ese mismo año, el pintor de Düsseldorf Arthur Kaufmann lo retrató en su cuadro Los contemporáneos.  La Academia de Arte de Düsseldorf lo homenajeó el 25 de noviembre de 1927 con motivo de su 75 cumpleaños. Cumpleaños con celebración matutina y entrega de membresía honoraria. En 1928, te Peerdt participó en la exposición de arte alemán en Düsseldorf.  A su muerte en 1932, Walter Cohen lo honró en un obituario en la revista Die Kunst für Alle como un “pintor-poeta-filósofo” con una “personalidad impresionante a pesar de sus muchas rarezas”.  Ese mismo año, la exposición de arte <i id="mwWQ">Düsseldorf-Múnich</i> se mostró una “exposición conmemorativa de Ernst te Peerdt” en una sala separada del Kunstpalast Düsseldorf,  en la que también se presentó el autorretrato de te Peerdt, pintado en su vejez. 

## Obras (selección)

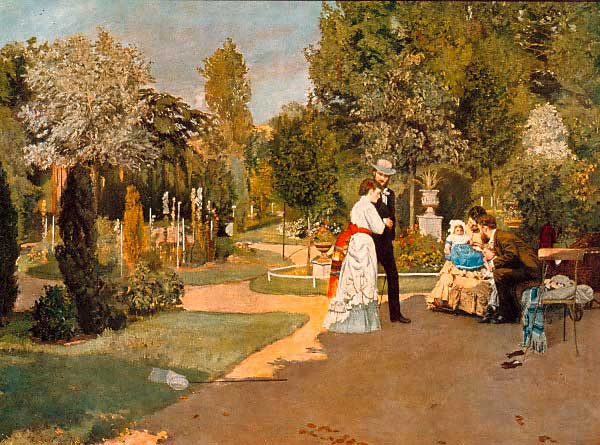
Sociedad en el parque (escena del parque), 1873, Museo Wallraf-Richartz y Fundación Corboud

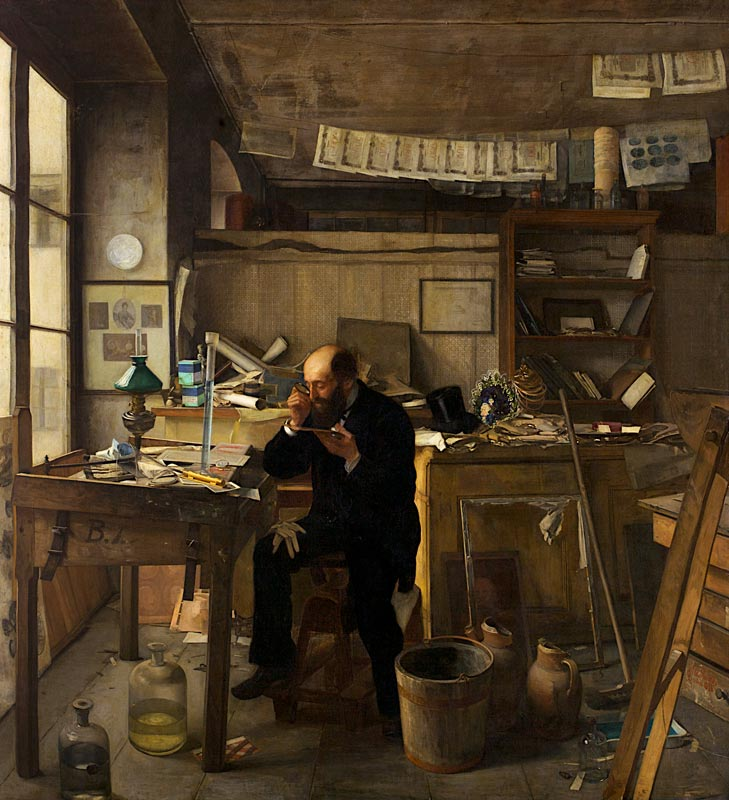
El impresor de cobre (El falsificador de billetes; un heliógrafo en su estudio), 1876, Museum Kunstpalast

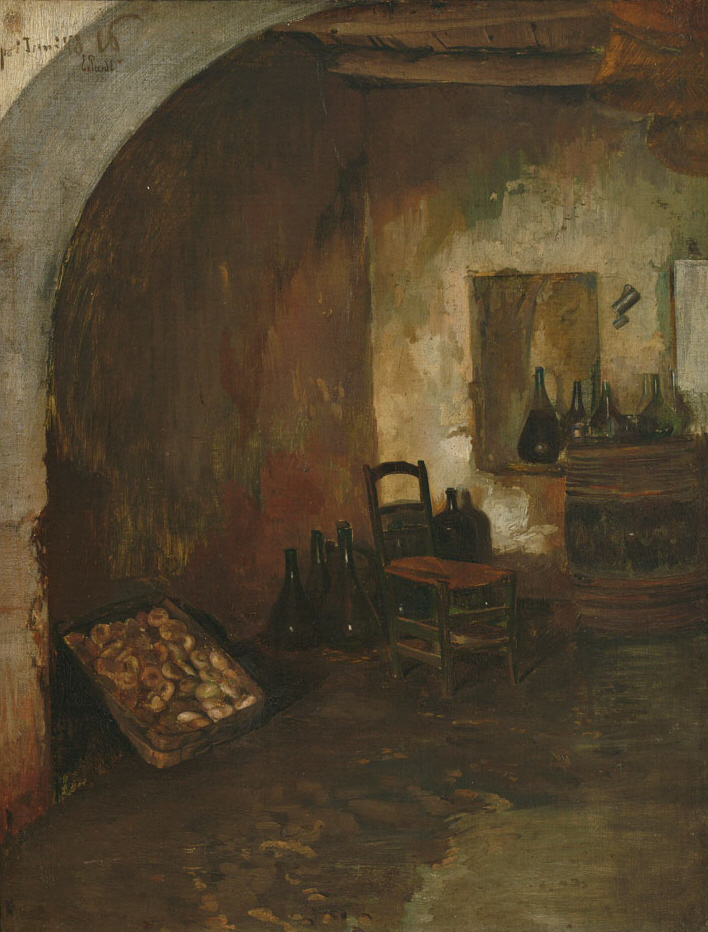
Bodega abovedada, Capri 1878

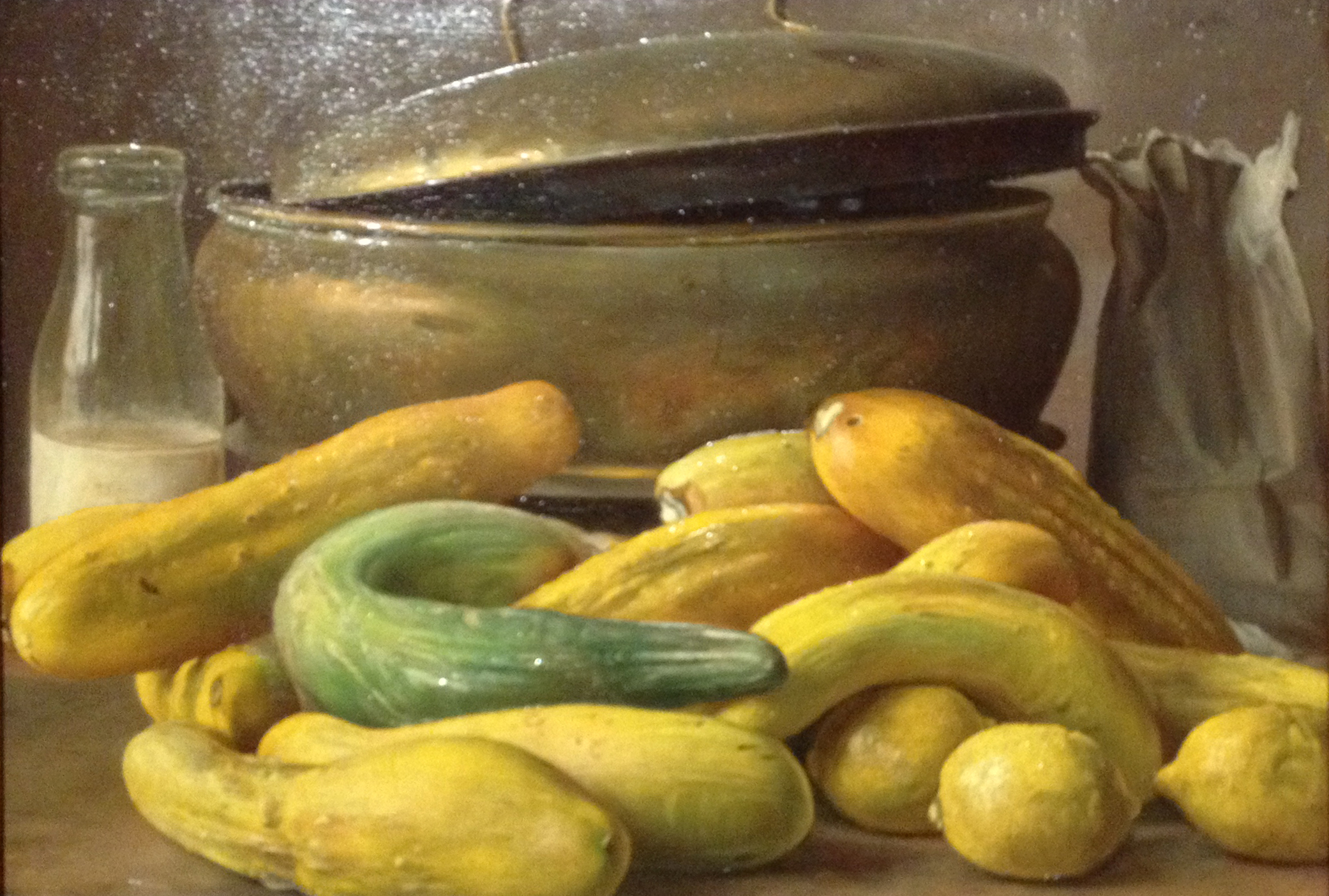
Bodegón con pepino, óleo sobre lienzo, adquirido en 1917 por el Museum Kunstpalast

Las diversas pinturas de Te Peerdt tienen sus raíces en el arte del siglo XIX, especialmente en las tradiciones de las escuelas de Düsseldorf y Múnich. Su estilo artístico sufrió varios cambios a lo largo de su vida. Una de sus obras principales, La sociedad en el parque (1873), muestra a la familia Sohn-Rethel en el parque de la Casa Malkasten.  Esta obra temprana sorprende por su cercanía con el impresionismo francés,   con el que pudo haber entrado en contacto a través del pintor húngaro Pál Szinyei Merse durante su etapa de estudios en Múnich.  El cuadro de género El impresor de cobre, cuidadosamente compuesto según la tradición de Düsseldorf y que muestra a un falsificador de billetes trabajando, recuerda por su franqueza a Johann Peter Hasenclever. Otras obras significativas son:
- Registro del testamento, 1872 [20]
- Sociedad en el parque, 1873, desde 1909 en el Museo Wallraf-Richartz, Colonia [21] [22]
- Familia bajo abedules, 1873
- El impresor de cobre (El falsificador de billetes; un heliógrafo en su estudio), 1876, desde 1917 en el Museo Kunstpalast de Düsseldorf (antes Colecciones Municipales de Arte de Düsseldorf) [23]
- El monje negro, 1877 [24]
- El Rin cerca de Düsseldorf, 1878
- Jardín en casa de los padres, 1878 [25]
- Bodega abovedada, Capri 1878
- Retrato de una dama, 1879
- Un día de marzo, hacia 1881
- Sobre Nada, hacia 1883
- Interior del bosque cerca de Burghausen, 1890, desde 1919 Museo Kunstpalast, Düsseldorf [26]
- Autorretrato
- Bodegón con pepino, desde 1917 en el Museo Kunstpalast de Düsseldorf

### Obras escritas
Además de pintar, Te Peerdt trabajó como crítico de arte y dramaturgo. También publicó discusiones filosóficas y traducciones del indi.
- Sobre la esencia del arte, 1893.
- El problema de representar el momento del tiempo en las obras de pintura y dibujo, 1899.[27]
- Llamando, drama, 1901.
- El poeta y la muerte, drama, 1906.
- Reflexiones sobre el problema de la autoconciencia durante la lectura de los Upanishads, 1914.
- La cosa en sí - la cosa como función, 1927.

### Legado
El legado de Te Peerdt está en manos del Instituto Heinrich Heine de Düsseldorf (pinturas, escritos, cartas y otros documentos) y de la casa unifamiliar en Erftstadt - Lechenich (135 dibujos, 19 pinturas).